# دارکوب طلایی
دارکوب طلایی (نام علمی: Celeus flavescens) نام یک گونه از زیرخانواده دارکوبیان است.